# Expensive Soul
Expensive Soul ist eine portugiesische Soul/R&B-Band.
Der Musikstil von Expensive Soul umfasst Soul, Hip-Hop, Reggae und R&B. Die Band besteht aus Demo (MC) und New Max, beide stammen aus Leça da Palmeira. Sie gründeten 1999 die Band, wurden aber erst im Jahr 2004 mit ihrem ersten Album B.I. in Portugal berühmt.
Bei den MTV Europe Music Awards 2006 und 2011 waren sie in der Kategorie Portugal für den MTV Europe Music Award nominiert. Ihre Single 13 Mulheres erreichte 2006 den vierten Platz der Verkaufshitparade in Portugal.
Ihr 2010 erschienenes Album Utopia kam bis auf den 22. Platz der portugiesischen Charts.
2011 gewannen sie den Globo de Ouro.

## Diskografie
- 2004: B.I.
- 2006: Alma cara
- 2010: Utopia
- 2014: Sonhador
- 2016: Ao vivo nos Coliseus
- 2019: A arte das musas